# Segunda Categoría del Guayas 2006
El Campeonato Provincial de Segunda Categoría de Guayas 2006 es un torneo de fútbol en Ecuador en el cual compiten equipos de la provincia de Guayas. El torneo es organizado por la Asociación de Fútbol del Guayas (AsoGuayas) y es avalado por la Federación Ecuatoriana de Fútbol. El torneo inició el 20 de mayo de 2006. 
Participan 20 clubes de fútbol que disputarán la clasificación al torneo nacional de segunda categoría y tendrán la oportunidad de ascender a la Serie B para el siguiente año.  Sin embargo, inicialmente se inscribieron 22 clubes; un club desertó antes de iniciar el campeonato y Atlético de Guayaquil se retiró después de la segunda fecha.  El torneo consta de una etapa regular en dos grupos, luego habrán cuartos de final (ida y vuelta), luego semifinales (ida y vuelta) más una final a un solo partido.

## Equipos participantes
Participan la mayoría de los clubes de fútbol que estén afiliados a la Asociación de Fútbol del Guayas. En total participan un total de 21 equipos en la primera etapa, de los cuales 8 llegarán a la segunda etapa, que se juegan en cuatro cuartos de final, luego dos seminales y finalmente habrá una final de la cual saldrá el campeón.
| Equipos participantes  | Equipos participantes  | Equipos participantes |
| ---------------------- | ---------------------- | --------------------- |
| 9 de Octubre           | Atlético Daule         | Atlético Guayaquil    |
| A.D. Naval             | Academia Alfaro Moreno | Calvi                 |
| Carlos Borbor          | Don Café               | ESPOL                 |
| Estudiantes del Guayas | Everest                | Fedeguayas            |
| L.D. Estudiantil       | Liga de Guayaquil      | Liceo Cristiano       |
| Norte América          | Paladín "S"            | Panamá                |
| Patria                 | Rocafuerte F.C.        | Sur y Norte           |

## Resultados
Los horarios corresponden a la hora de Ecuador (UTC-5)

### Primera fase

#### Grupo A
| Equipo            | Pts | PJ | PG | PE | PP | GF | GC | Dif |
| ----------------- | --- | -- | -- | -- | -- | -- | -- | --- |
| Patria            | 24  | 10 | 7  | 3  | 0  | 46 | 6  | 40  |
| Liceo Cristiano   | 23  | 10 | 7  | 2  | 1  | 30 | 13 | 17  |
| Rocafuerte F.C.   | 19  | 10 | 6  | 1  | 3  | 28 | 12 | 16  |
| A.D. Naval        | 18  | 10 | 5  | 3  | 2  | 24 | 16 | 8   |
| Atlético Daule    | 18  | 10 | 6  | 0  | 4  | 19 | 12 | 7   |
| ESPOL             | 14  | 9  | 4  | 2  | 3  | 16 | 8  | 8   |
| Liga de Guayaquil | 13  | 9  | 3  | 4  | 2  | 10 | 9  | 1   |
| Paladín "S"       | 13  | 10 | 4  | 1  | 5  | 19 | 28 | -9  |
| Everest           | 4   | 9  | 1  | 1  | 7  | 12 | 28 | -16 |
| Carlos Borbor     | 1   | 8  | 0  | 1  | 7  | 8  | 43 | -35 |
| Sur y Norte       | 0   | 9  | 0  | 0  | 9  | 11 | 48 | -37 |

#### Grupo B
| Equipo                 | Pts | PJ | PG | PE | PP | GF | GC | Dif |
| ---------------------- | --- | -- | -- | -- | -- | -- | -- | --- |
| Fedeguayas             | 27  | 9  | 9  | 0  | 0  | 37 | 8  | 29  |
| Panamá                 | 24  | 9  | 8  | 0  | 1  | 45 | 7  | 38  |
| Calvi                  | 18  | 8  | 6  | 0  | 2  | 25 | 14 | 11  |
| 9 de Octubre           | 13  | 8  | 4  | 1  | 3  | 23 | 19 | 4   |
| Norte América          | 9   | 7  | 3  | 0  | 4  | 15 | 24 | -9  |
| Academia Alfaro Moreno | 8   | 7  | 2  | 2  | 3  | 17 | 11 | 6   |
| L.D. Estudiantil       | 4   | 7  | 1  | 1  | 5  | 13 | 31 | -18 |
| Don Café               | 3   | 7  | 1  | 0  | 6  | 6  | 40 | -34 |
| Estudiantes del Guayas | 0   | 8  | 0  | 0  | 8  | 5  | 28 | -23 |
| Atlético Guayaquil     | 0   | 2  | 0  | 0  | 2  | 0  | 4  | -4  |

### Segunda fase

#### Cuartos de final 1
| Equipo       | Pts | PJ | PG | PE | PP | GF | GC | Dif |
| ------------ | --- | -- | -- | -- | -- | -- | -- | --- |
| Patria       | 3   | 2  | 1  | 0  | 1  | 6  | 4  | 2   |
| 9 de Octubre | 3   | 2  | 1  | 0  | 1  | 4  | 6  | -2  |

#### Cuartos de final 2
| Equipo     | Pts | PJ | PG | PE | PP | GF | GC | Dif |
| ---------- | --- | -- | -- | -- | -- | -- | -- | --- |
| Fedeguayas | 6   | 2  | 2  | 0  | 0  | 5  | 1  | 4   |
| A.D. Naval | 0   | 2  | 0  | 0  | 2  | 1  | 5  | -4  |

#### Cuartos de final 3
| Equipo          | Pts | PJ | PG | PE | PP | GF | GC | Dif |
| --------------- | --- | -- | -- | -- | -- | -- | -- | --- |
| Calvi           | 3   | 2  | 1  | 0  | 1  | 3  | 2  | 1   |
| Liceo Cristiano | 3   | 2  | 1  | 0  | 1  | 2  | 3  | -1  |

#### Cuartos de final 4
| Equipo          | Pts | PJ | PG | PE | PP | GF | GC | Dif |
| --------------- | --- | -- | -- | -- | -- | -- | -- | --- |
| Panamá          | 6   | 2  | 2  | 0  | 0  | 7  | 0  | 7   |
| Rocafuerte F.C. | 0   | 2  | 0  | 0  | 2  | 0  | 7  | -7  |

### Tercera fase

#### Semifinales 1
| Equipo     | Pts | PJ | PG | PE | PP | GF | GC | Dif |
| ---------- | --- | -- | -- | -- | -- | -- | -- | --- |
| Fedeguayas | 6   | 2  | 2  | 0  | 0  | 4  | 0  | 4   |
| Calvi      | 0   | 2  | 0  | 0  | 2  | 0  | 4  | -4  |

#### Semifinales 2
| Equipo | Pts | PJ | PG | PE | PP | GF | GC | Dif |
| ------ | --- | -- | -- | -- | -- | -- | -- | --- |
| Patria | 4   | 2  | 1  | 1  | 0  | 1  | 0  | 1   |
| Panamá | 1   | 2  | 0  | 1  | 1  | 0  | 1  | -1  |

### Cuarta fase
Se jugó la final entre Patria y Fedeguayas, el cual culminó 1-1.  En la tanda de penales Patria venció por 4-3 y quedó campeón.